# 유명현
유명현(1643년 ~ 1703년)은 조선 후기의 문신이다. 숙종 때 판의금부사를 지냈다. 본관은 진주, 호는 정재이다. 남인의 핵심인물이다. 형인 유명천도 남인이었다.

## 생애
현종 때인 1672년, 문과에 급제했고 정언, 부수찬, 검토관, 이조좌랑을 지내며 승승장구한다. 남인이 집권 후 남인 언관의 핵심인물로 활약했고 수찬, 이조좌랑, 집의, 교리, 부응교, 시독관, 사간, 사인 등을 지내며 남인 낭관으로써 송시열과 김수항을 귀양을 보내기도 했다. 이후 집의, 응교, 헌납을 거쳐 시독관, 집의, 지평, 응교, 사인, 사간, 부응교 등을 지냈고 1677년, 당상관에 올라서 승지가 되었다. 이후 전라도관찰사가 되지만 경신환국으로 파직되었고 곧 유배를 당한다. 1689년, 기사환국 이후 복직하여 승지와 부제학을 지내는데, 서인 대신들을 탄핵해 귀양을 보내거나 사사를 시켰다. 이후 대사성, 대사간, 부제학을 거쳐 공조참판, 예조참판, 대사헌을 하고 부제학, 호조참판을 거쳐 도승지로 임명된다. 이후 다시 공조참판을 거쳐 대사성이 되고, 1690년에는 형조판서가 되었다. 곧 이조판서를 거쳐 예조판서가 되고 홍문관제학을 하다가 다시 예조판서와 공조판서를 거쳐 판의금부사가 된다. 하지만 1694년, 함이완의 고변 당시 민암, 민장도, 이의징, 유명천, 김덕원 등과 함께 서인들을 몰살시키려다가 오히려 갑술환국이 일어나며 유배를 당했다. 1697년, 풀려나서 고향으로 돌아갔지만 1701년, 무고의 옥으로 다시 유배를 당하고 거기서 죽었다.